# Buccanodon dowsetti
Buccanodon dowsetti — вид дятлоподібних птахів родини лібійних (Lybiidae). Виділений у 2019 році з виду барбіон червоноголовий (Buccanodon duchaillui).

## Поширення
Поширений у Західній Африці західніше від Дагомейського розриву, де трапляється у Кот-д'Івуарі, Гані, Гвінеї, Ліберії та Сьєрра-Леоне.

## Спосіб життя
Трапляється поодинці або парами. Їжу шукає на корі дерев та вздовж гілок кущів. Поїдає комах і фрукти. Гніздиться у дуплах. Відкладає 2-3 яйця.